# Горное (озеро, Таймырский Долгано-Ненецкий район, западное)
Горное — озеро в России, находится в Таймырском Долгано-Ненецком районе Красноярского края. Площадь поверхности озера — 7,3 км².
Лежит на высоте 131 метр над уровнем моря между горами Бырранга и грядой Бегичева. Имеет продолговатую, слегка изогнутую форму. Южный, западный и восточный берега обрывистые, северный — плоский и заболоченный. С запада, севера и востока впадают несколько ручьёв, единственный именованный из которых — Проточный. Из юго-восточной оконечности вытекает река Горная (левый приток Венты). Природный ландшафт вокруг озера — моховая и лишайниковая тундра.
Код озера в государственном водном реестре — 17020000111116100018924.